# Bengt Olofsson
Bengt Olofsson (i riksdagen kallad Olofsson i Karstorp), född 27 november 1823 i Ås församling, Skaraborgs län, död där 9 januari 1897, var en svensk politiker. 
Olofsson var hemmansägare i Karstorp i Ås församling och ledamot av riksdagens andra kammare.